# Altheimer
Altheimer é uma cidade localizada no estado americano de Arkansas, no Condado de Jefferson.

## Demografia
Segundo o censo americano de 2000, a sua população era de 1192 habitantes. 
Em 2006, foi estimada uma população de 1149, um decréscimo de 43 (-3.6%).

## Geografia
De acordo com o United States Census Bureau, a localidade tem uma área de 5,6 km², sem área coberta por água. Altheimer localiza-se a aproximadamente 63 m acima do nível do mar.

## Localidades na vizinhança
O diagrama seguinte representa as localidades num raio de 32 km ao redor de Altheimer. 